# Dithecodes phaenomeris
Dithecodes phaenomeris là một loài bướm đêm trong họ Geometridae.